# ATP-toernooi van Guarujá
Het ATP-toernooi van Guarujá was een tennistoernooi voor mannen dat plaatsvond in de Braziliaanse stad Guarujá. Het toernooi werd tussen 1981 en 1992 negen keer georganiseerd, waarbij 1984–1986 zijn overgeslagen. De officiële naam van het toernooi was Guarujá Open. Het herenenkelspeltoernooi werd driemaal gewonnen door Luiz Mattar, die daarmee de succesvolste tennisser op dit toernooi was. Samen met Cássio Motta won Mattar ook eenmaal het herendubbelspeltoernooi.

## Finales

### Enkelspel
| Jaar      | Winnaar         | Verliezend finalist | Score         |
| --------- | --------------- | ------------------- | ------------- |
| 1992      | Carsten Arriens | Àlex Corretja       | 7-6, 6-3      |
| 1991-okt. | Javier Frana    | Markus Zoecke       | 2-6, 7-6, 6-3 |
| 1991-feb. | Patrick Baur    | Fernando Roese      | 6-2, 6-3      |
| 1990      | Martín Jaite    | Luiz Mattar         | 3-6, 6-4, 6-3 |
| 1989      | Luiz Mattar     | Jimmy Brown         | 7-6, 6-4      |
| 1988      | Luiz Mattar     | Eliot Teltscher     | 6-3, 6-3      |
| 1987      | Luiz Mattar     | Cássio Motta        | 6-3, 5-7, 6-2 |
| 1984-86   | geen toernooi   | geen toernooi       | geen toernooi |
| 1983      | José Luis Clerc | Mats Wilander       | 3-6, 7-5, 6-1 |
| 1982      | Van Winitsky    | Carlos Kirmayr      | 6-3, 6-3      |
| 1981      | Carlos Kirmayr  | Ricardo Cano        | 6-4, 6-2      |

### Dubbelspel
| Jaar      | Winnaars                          | Verliezend finalisten          | Score         |
| --------- | --------------------------------- | ------------------------------ | ------------- |
| 1992      | Christer Allgårdh Carl Limberger  | Diego Pérez Francisco Roig     | 6-4, 6-3      |
| 1991-okt. | Jacco Eltingh Paul Haarhuis       | Bret Garnett Todd Nelson       | 6-3, 7-5      |
| 1991-feb. | Olivier Delaître Rodolphe Gilbert | Shelby Cannon Greg Van Emburgh | 6-2, 6-4      |
| 1990      | Javier Frana Gustavo Luza         | Luiz Mattar Cássio Motta       | 7-6, 7-6      |
| 1989      | Ricardo Acioly Dácio Campos       | César Kist Mauro Menezes       | 7-6, 7-6      |
| 1988      | Ricardo Acuña Luke Jensen         | Javier Frana Diego Pérez       | 6-1, 6-4      |
| 1987      | Luiz Mattar Cássio Motta          | Martin Hipp Tore Meinecke      | 7-6, 6-1      |
| 1984–86   | geen toernooi                     | geen toernooi                  | geen toernooi |
| 1983      | Tim Gullikson Tomáš Šmíd          | Shlomo Glickstein Van Winitsky | 6-4, 6-7, 6-4 |
| 1982      | Kim Warwick Phil Dent             | Carlos Kirmayr Cássio Motta    | 6-7, 6-2, 6-3 |

## FinalesPhilips Open

### Enkelspel
| Jaar | Winnaar      | Verliezend finalist | Score         |
| ---- | ------------ | ------------------- | ------------- |
| 1991 | Javier Frana | Markus Zoecke       | 2-6, 7-6, 6-3 |

### Dubbelspel
| Jaar | Winnaars                    | Verliezend finalisten    | Score    |
| ---- | --------------------------- | ------------------------ | -------- |
| 1991 | Jacco Eltingh Paul Haarhuis | Bret Garnett Todd Nelson | 6-3, 7-5 |

ITF-toernooien (mannen en vrouwen)

ATP-toernooien (mannen) – ATP-seizoen 2025

WTA-toernooien (vrouwen) – WTA-seizoen 2025

Voormalige toernooien mannen
Voormalige toernooien vrouwen
Voormalige amateurtoernooien
1982 · 1983 · 1987 · 1988 · 1989 · 1990 · 1991 (feb.) · 1991 (okt.) · 1992